# 许二平
许二平（1962年10月—），男，汉族，方剂学博士，教授，中医方剂学博士生导师。曾任河南中医药大学校长、党委副书记。

## 头衔
- 国家中医药管理局重点学科方剂学学术带头人
- 中华中医药学会仲景学术传承与创新联盟理事长
- 中华中医药学会方剂学分会副主任委员
- 中国高等教育学会理事会理事
- 《中医学报》、《河南中医》主编
- 《中国医药导报》编委[1]